# Olof Lambatunga
Olof Lambatunga (Lammtunga), död senast 1206, var en svensk ärkebiskop av Uppsala stift, från cirka 1198 och fram till sin död.

## Biografi
Olof var ärkebiskop när kung Sverker den yngre utfärdade de privilegier som innebar att katolska kyrkan i Sverige befriades från all kunglig beskattning (jämför frälse) och att prästerskapet inte längre kunde dömas av världsliga domstolar i brottmål. Man har antagit att det var ärkebiskop Olof som lyckades driva igenom dessa krav, eftersom det finns ett ungefärligen samtida brev i vilket han säger sig aktivt arbeta för tillämpandet av kanonisk rätt inom ärkestiftet.
Olof Lambatunga dog möjligen den 11 november, osäkert vilket år, dock senast 1206